# Heptasílabo
El heptasílabo es un verso de arte menor, de siete sílabas. En la poesía de tradición oral, aparece sobre todo combinado con el pentasílabo, formando la estrofa denominada seguidilla. En la poesía culta de raíz italianizante suele combinarse con el endecasílabo, formando, según el caso, liras, estancias o silvas. Son también heptasílabos, por norma general, los hemistiquios del verso compuesto denominado alejandrino.

## Historia
Los primeros textos literarios en español compuestos en heptasílabos que han llegado hasta nosotros son el Auto de los Reyes Magos y la Disputa del alma y el cuerpo, ambos del siglo XII. Cayó en desuso durante los siglos XIV y XV, pero regresa con fuerza en el Renacimiento. En el siglo XVII, Góngora y Lope de Vega, entre otros, compusieron romances endecha en este metro, como el que comienza con el verso «¡Pobre barquilla mía!», de Lope, cuyo éxito dio lugar a que se llamaran también barquillas este tipo de romances. 
Fue el verso predilecto de los autores neoclásicos, y su uso continuó durante el romanticismo. Más tarde, en la época modernista, decayó, pero algunos autores de la generación del 27, como Federico García Lorca, volvieron a hacer uso frecuente de él.